# Philoscia hirta
Philoscia hirta är en kräftdjursart som beskrevs av Wahrberg1922. Philoscia hirta ingår i släktet Philoscia och familjen Philosciidae. Inga underarter finns listade i Catalogue of Life.